# Ce soir je t'ai perdu (chanson)
Singles de Mireille Mathieu
L'Américain
(1989) L'amour viendra
(1991)
Pistes de Ce soir je t'ai perdu
Vis ta vie
Ce soir je t'ai perdu est une chanson interprétée par la chanteuse française Mireille Mathieu et publiée en France en 1990 chez Carrère. Cette chanson fut écrite par François Feldman et Jean-Marie Moreau.

## Crédits du45 tours
Les arrangements sont de Thierry Durbet et François Feldman ;
La réalisation est de François Feldman ;
Enregistrée par Thierry Geoffroy ;
La photo de la pochette est de Dominique Issermann.

## Reprises
Aucune des deux chansons de ce 45 tours ne seront reprises par la chanteuse en langue étrangère.

## Principaux supports discographiques
Ce soir je t'ai perdu se retrouve pour la première fois sur le 80e 45 tours français de la chanteuse sorti en 1990 chez Carrère avec ce titre en face A et la version instrumentale de la chanson en face B. Elle se retrouvera également sur l'album Ce soir je t'ai perdu paru la même année chez Carrère.